# Лабушне
Ла́бушне — село Кодимської міської громади у Подільському районі Одеської області, Україна.

## Історія
Засноване козаком Лабушем (Лабою). Також назва пішла від випіканих населенням коржиків, які нагадували людську стопу, — лабушів. Завдяки великій наявності квітучих яблуневих садів у часи панщини село йменувалося «Яблучним» («Яблуневим»).
7 (20) листопада 1917 року, відповідно до Третього Універсалу Української Центральної Ради, увійшло до складу Української Народної Республіки.
Під час організованого радянською владою Голодомору 1932—1933 років померло щонайменше 73 жителі села. Втрати населення становили 40-50 % завдяки радянкій владі. Половина з втрати припала на дітей. Завдяки вижимці спиртового заводу с. Плоть (нині Молдова) та наявності корови значна частина сімей змогла вижити у період Геноциду. Взимку 1933 року значна кількість чоловіків рушила у бік с. Писарівка де були млини та склади повні борошна і зерна, які охоронялися НКВС. Більшість з них односельчан додому не повернулися. Полягли від куль чи замерзли у Писарівському лісі.[джерело?]
До 2020 року орган місцевого самоврядування — Лабушненська сільська рада.
12 червня 2020 року, відповідно до Розпорядження Кабінету Міністрів України від № 724-р «Про визначення адміністративних центрів та затвердження територій територіальних громад Одеської області», увійшло до складу Кодимської міської територіальної громади.
19 липня 2020 року, в результаті адміністративно-територіальної реформи і ліквідації Кодимського району, село увійшло до складу новоутвореного Подільського району.

## Населення
Згідно з переписом УРСР 1989 року чисельність наявного населення села становила 1568 осіб, з яких 664 чоловіки та 904 жінки.
За переписом населення України 2001 року в селі мешкали 1283 особи.

### Мова
Розподіл населення за рідною мовою за даними перепису 2001 року:
| Мова            | Кількість | Відсоток |
| --------------- | --------- | -------- |
| українська      | 1317      | 96.48%   |
| російська       | 34        | 2.50%    |
| румунська       | 10        | 0.73%    |
| болгарська      | 1         | 0.07%    |
| інші/не вказали | 3         | 0.22%    |
| Усього          | 1365      | 100%     |

## Відомі мешканці

### Народились
- Євтодій Ілля Миколайович (* 1996) — солдат Збройних сил України, учасник російсько-української війни. Нагороджений орденом за мужність 3 ступеню за проявлений героїзм під час боїв на Савур-Могилі (врятування життя побратимові під шквалом куль та артилерії), виходу з Ілловайського котла та утримання рубежів під Доннецьким аеропортом.
- Коломієць Леонід Володимирович (* 1961) — ректор Одеської державної академії технічного регулювання та якості [Архівовано 12 червня 2018 у Wayback Machine.], доктор технічних наук (2002), професор (2003), Заслужений працівник сфери послуг України (2004), Почесний працівник Держспоживстандарту України, Відмінник освіти України, перший віце-президент Міжнародної Академії Стандартизації, Член Міжнародної гільдії професіоналів якості.